# ゲット・ヒア
| 専門評論家によるレビュー | 専門評論家によるレビュー |
| レビュー・スコア         | レビュー・スコア         |
| 出典                     | 評価                     |
| ------------------------ | ------------------------ |

"GET HERE"は、ブレンダ・ラッセル四枚目のソロアルバム。1984年、一時的に移住していたスウェーデンで地元のレコード会社WEA-METRONOME RECORDSにてアルバム『HAVING FUN NOW』を制作したものの、契約上のトラブルからお蔵入りになってしまい、シングル盤「This Time (I Need You) / Make My Day」のみのリリースとなってしまった。
本作はこのシングル収録曲2曲を新たにリテイクしたものと、この時のお蔵入り音源をリテイクさせたと思われるタイトル曲「GET HERE」の3曲を含んだ古巣A&Mへの復帰第一弾。
スウェーデンで録音されたと思われる3曲は、オリジナル音源のプロデューサーである地元のシンガーでギタリストのPeter O.EkbergをはじめPer Lindvall, Peter Ljung, Anders Neglin, Henrik Janson, Sam Bengtssonなど地元スウェーデンで活躍するミュージシャンが多数参加したものにAndré Fischer采配による有名ミュージシャンによる新たな音を加えてリテイクされている模様。
それ以外は旧知のAndré Fischerと、Brendaとは初顔合わせのStanley Clarkeが新たに制作した作品が並んでいる。
元々はDonna Summerがヒットさせた「Dinner With Gershwin」も本作のために用意されていた作品だったが、Donna側からの依頼で提供、本作には収録されなかった(後に『KISS ME WITH THE WIND』(1990)に新たに録音されたものが収録されている)。
1988年にリリースされてから国内外において一度も新たな再発がされておらず、日本国内は廃盤だが、海外では長く同番の商品が流通しており入手は容易。
国内リリース
1988年 PONY CANYON INC C28Y-3224 (LP)
1988年 PONY CANYON INC 28P-31103 (CT)
1988年 PONY CANYON INC D32Y-3208 (CD)

A&M 1988
POP No.49／R&B No.20

01.Gravity (Brenda Russell, Gardner Cole)
R&B No.42

Produced by Stanley Clarke & Brenda Russell
Drum Programming & Synthesizer: Gardner Cole
Guitar: Paul Jackson Jr.
Additional Synthesizer: Wayne Linsey
Background Vocals: Howard Smith, Joe Turano, Joe Esposito, Donny Gerrald
7inchと12inchでシングルカットされた。映画『ミスター・アーサー2』のサントラ(1988年)にも収録。

02.Just A Believer (Brenda Russell, Jeff Hull)

Produced by Stanley Clarke & Brenda Russell
Drum Programming & Synthesizer: Jeff Hull
Sax: Dave Koz
Background Vocals: Chalotte Crossley, Maxayn Lewis, Sharon Robinson
本作からの最後のシングルカットで、12inchシングルとしてリリースされた。

03.Piano In The Dark (Brenda Russell, Jeff Hull, Scott Cutler)

POP No.6／R&B No.8／AC No.3
Produced by André Fischer, Brenda Russell & Jeff Hull
Drum Programming & Synthesizer: Jeff Hull
Additional Synthesizer: Michael Ruff
Acoustic Piano: Russell Ferrante
Guitar: James Harrah
Additional Vocal: Joe Esposito
シンガーとしての唯一のTOP10ヒット。グラミー作曲賞にもノミネート。

04.This Time I Need You (Brenda Russell, Joe Turano)

Produced by André Fischer, Brenda Russell & Peter O.Ekberg
Drums: Per Lindvall
Synthesizer: Larry Williams, Peter Ljung, Anders Neglin
Guitar: Henrik Janson, Peter O.Ekberg
Background Vocals: Brenda Russell, Joe Turano
スウェーデン時代にシングルリリースされた曲のリテイク。タイトルも「This Time (I Need You)」からカッコを取る変更がされている。

05.Make My Day (Brenda Russell)

Produced by André Fischer, Brenda Russell & Peter O.Ekberg
Drums: Per Lindvall
Bass: Nathan East
Guitar & Solo: Henrik Janson
Guitar: Don Griffin
Synthesizer & Horns: Larry Williams
Additional Synthesizer: Peter Ljung, Kevin Tony
Background Vocals: Brenda Russell
スウェーデン時代にシングルリリースされた「This Time (I Need You)」のB面曲のリテイク。
1984年のDenroy Morganのシングルに提供した作品ののセルフカヴァー。

06.Le Restaurant (Brenda Russell)
R&B No.93

Produced by André Fischer & Brenda Russell
Sax: David Sanborn
Drums: Vinnie Caliuta
Bass: jimmy Haslip
Acoustic Piano & Synthesizer: Russell Ferrante
Flugelhorn & Trumpet: Jerry Hey
Background Vocals: Brenda Russell
12inchシングルとしてカットされた曲。アジアの張學友(1989年)、アイドルの奥永知子(1989年)など変わったカヴァーが多数存在する。

07.Midnight Eyes (Brenda Russell)

Produced by André Fischer & Brenda Russell
Drum Programming & Synthesizer: Jeff Hull
Bass: Ed Brown
Guitar: Dan Huff
Background Vocals: Brenda Russell

08.Get Here (Brenda Russell)

R&B No.37
Produced by André Fischer, Brenda Russell & Peter O.Ekberg
Bass: Sam Bengtsson
Rhodes Piano: Joe Sample
Synthesizer: Russell Ferrante, Peter Ljung
Synth Guitar: James Schaffer
Guitar: Henrik Janson
スウェーデン時代に録音されお蔵入りになったもののリテイクだと思われる作品で、地元のミュージシャンが参加している。
後にOleta Adamsが「Circle Of One」(1990年)でカヴァーして全米5位の大ヒットになっている。
他にJune Stanley(八神純子)のカヴァーなども。